# Zweckel
Zweckel ist ein Stadtteil im Norden der Stadt Gladbeck im Kreis Recklinghausen.

## Geschichtliche Entwicklung
Der Siedlungsname [sueclo] wurde erstmals im 12. Jahrhundert erwähnt. Der später so genannte Abdinghof im östlichen Teil von Zweckel gehörte seit dem 11. Jahrhundert mit der Kirche St. Lamberti (Gladbeck) in der Stadtmitte der Abtei Deutz. 1660 zählten mehr als 30 Höfe zu Zweckel (Schwicheler Burschafft). Mit dem Ortsnamen verbunden war der Bauernhof Schulte Zu Schwichel. Er gehörte in die Vikarie der St. Lamberti-Kirche in der Gladbecker Dorfmitte. Die Bauernhöfe in Zweckel waren besonders im Besitz von Haus Brabeck, Reichsstift Essen, Kanonissen in Essen, Vikarie St. Lamberti, Wersabe, Haus Beck und Pfarrei St. Lamberti. Zahlreiche Höfe gehörten in den Essener Oberhof Ringeldorf, der südlich des Gladbecker Dorfes lag und offenbar schon im 9. Jahrhundert existierte. Zweckel war bis 1910 eine typische Siedlung mit Bauernhöfen. Erst der Bergbau mit der Schachtanlage Zweckel, die zunächst Potsdam hieß, veränderte dieses Bild.
Mit dem Bau einer eigenen Kirche Herz-Jesu nach Zuwanderung vieler Arbeiterfamilien wurde erst 1912 begonnen, kurz vor dem Beginn des Ersten Weltkrieges. Am 27. Mai 1914 erfolgte die Einweihung. Die Kirche ist im Stil des Bergischen Barocks errichtet. Die Gemeinde wurde 1916 im Ersten Weltkrieg (1914–1918) gegründet. Die Herz-Jesu-Kirche wurde am 21. Juni 1944 durch eine Luftmine zerstört und nach dem Krieg wiederaufgebaut. Bekanntester Pastor war Heinrich Krekeler von 1966 bis zu seinem Tod am 31. August 2002. Die dreimanualige Orgel der Herz-Jesu-Kirche (2008 aus Gelsenkirchen-Rotthausen mit 45 Registern zugekauft) gehört zu den herausragenden Instrumenten Gladbecker Kirchen, auf der mehrmals im Jahr öffentliche Orgelkonzerte präsentiert werden. Sie wird von bekannten Organisten der Region gespielt.
Die Hermann-Schule im Norden von Zweckel war nach ihrer Erbauung 1905 eine katholische Volksschule. 1939 wurde sie durch die Nationalsozialisten in eine „deutsche Schule“ umgewandelt. Der Rektor war Angehöriger der SS. Die Gemeinschaftsschule wurde in Hermann-Löns-Schule umgetauft. 1939 wurden die Räume von der Wehrmacht übernommen. Im Juli 1943 wurden alle Gladbecker Schulen wegen der Luftangriffe geschlossen.
In Zweckel entstand 1908 das Steinkohlenbergwerk Zweckel durch Vereinigung. Die Bewohner von Zweckel fanden schon vor dem Ersten Weltkrieg im Bergbau viele spezialisierte Arbeitsplätze. Die Zeche Zweckel förderte 1913 vor dem Ersten Weltkrieg 97.731 Tonnen Kohle durch 2.897 Arbeiter. Sie förderte 1920 310.937 Tonnen Kohle mit 5.233 Arbeitern. Erste Wohnungen für die Bergarbeiter wurden ab 1911 errichtet (Kolonie Zweckel). Sie entstanden im Westen der neuen Schachtanlage. Es handelte sich um Häuser für zwei oder für vier Familien. Bis 1914 waren etwa 570 Wohnungen fertiggestellt. Die ältesten Häuser lagen an der Beethoven-, der Richard-Wagner- und der Serlostraße, dazu an der Händel-, Söller-, Weber-, Mozart-, Krug- und der Arenbergstraße. Im Zweiten Weltkrieg wurden die Ortsteile Zweckel und Schultendorf nicht nur durch den Alltag der Zechen und die Bergarbeiterschaft geprägt. Alliierte Luftangriffe richteten sich von Frühjahr 1943 bis März 1945 gegen die Phenol-Chemie und das Hydrierwerk Scholven. Die Bevölkerung wurde besonders hart betroffen.
Der Ortsteil Zweckel der Stadt Gladbeck belebte sein Bild nach 1945 besonders durch zahlreiche Geschäfte mit Einzelhändlern. Das Zentrum von Zweckel am neuen Kreisverkehr wird optisch (Blickrichtung hier das beigestellte Foto) durch das Sparkassenzentrum mit zusätzlichen Arztpraxen und von den Zwillingstürmen der Herz-Kirche-Kirche akzentuiert. Der Grün-Bereich vor der Kirche erweitert den Platz und lockert das Bild zur Natur auf. In den letzten zehn Jahren wurden städteplanerisch die Bausubstanzen der Häuser aus der Jahrhundertwende ausgetauscht oder ergänzt. Im Zentrum von Zweckel liegt ein Haltepunkt der Deutschen Bahn AG.
In der 1909 erbauten Maschinenhalle der ehemaligen Zeche Zweckel werden über das Jahr verteilt regionale Events angeboten. Die Zeche Zweckel förderte bis 1963 und ihr Zentrum, die Maschinenhalle, wurde 1988 als Industriedenkmal unter Schutz gestellt.

## Lage
Der Stadtteil Zweckel liegt im Norden von Gladbeck im Kreis Recklinghausen.
Der nördlichere Ortsteil Zweckel grenzt an folgende Städte, Stadt- und Ortsteile:
- im Nord-Westen an Feldhausen und Kirchhellen (beide Bottrop)
- im Osten an Scholven (Gelsenkirchen)
- im Süden an den Ortsteil Schultendorf und den Stadtteil Mitte (Ortsteil Mitte II)
- im Westen an den Stadtteil Rentfort (Ortsteil Rentfort-Nord)

## Infrastruktur

### Verkehr
Im Stadtteil befindet sich der Bahnhof Gladbeck-Zweckel, welche Zugverbindungen ins nördliche Dorsten, sowie über Dorsten hinaus auch nach Borken und Coesfeld erlaubt. In Richtung Süden verzweigen sich die Zugverbindungen in eine Relation in Richtung Gladbeck West, Bottrop und Essen (nächster Fernbahnhof) und in eine weitere Relation in Richtung Gladbeck Ost, Wanne-Eickel, Herne und Dortmund. Bei Nutzung der Umsteigemöglichkeit am Bahnhof Gladbeck West können auch die Direktverbindungen zur Kreisstadt Recklinghausen, Haltern am See, Wuppertal und Hagen mit der S 9 genutzt werden.
Die VRR-Buslinien 188, 247, 252, 253, 254 und 257 verbinden Zweckel mit den umliegenden Stadtteilen und der Innenstadt.
| Linie     | Verlauf | Takt (Mo–Fr)                                         | Betreiber       |
| --------- | --- | ---------------------------------------------------- | --------------- |
| 188       | Dorsten ZOB – Bottrop-Feldhausen – Gladbeck-Zweckel – Gladbeck West Bf – Gladbeck Goetheplatz – Gladbeck Oberhof Weiterfahrt ab Gladbeck Oberhof als Linie 189 nach Bottrop-Boy und Essen-Karnap. | 60 min                                               | DB Rheinlandbus |
| 247 TB247 | Gelsenkirchen-Buer Rathaus – St.-Marien-Hospital Buer – Gelsenkirchen-Scholven – Gladbeck-Zweckel Mentzelstr. (– Breiker Höfe – Gelsenkirchen-Scholven Stadtgrenze) Mentzelstr. – Scholven Stadtgrenze als TaxiBus                                                                                              | 30 min (Buer–Scholven) 60 min (Scholven–Mentzelstr.) | Vestische       |
| 252       | Gladbeck-Zweckel, Hartmannschule – Zweckel Markt – Gladbeck Goetheplatz – Gladbeck Oberhof – Butendorf – Brauck – Rosenhügel – Gelsenkirchen-Horst, Buerer Str. | 30 min                                               | Vestische       |
| 253       | Gelsenkirchen-Horst, Buerer Str. – Schloß Horst – Brauck – Butendorf – Gladbeck Marktplatz – Gladbeck Oberhof – Gladbeck Goetheplatz – Gladbeck West Bf – Rentfort Am Park – Tunnelstr. – Zweckel Markt − Zweckel Mitte/Bf Ab Zweckel Mitte/Bf weiter als Linie 254 in Richtung Gladbeck Oberhof                | 30 min                                               | Vestische       |
| 254       | Rentfort Am Park – Margaretenstr. – Ellinghorst – Gladbeck Marktplatz – Gladbeck Oberhof – Gladbeck Goetheplatz – Gladbeck West Bf – Schultendorf – Zweckel – Zweckel Mitte/Bf Ab Zweckel Mitte/Bf weiter als Linie 253 in Richtung Rentfort, abends als TaxiBus zwischen Gladbeck Oberhof und Zweckel Mitte/Bf | 30 min                                               | Vestische       |
| 257       | Zweckel Tunnelstr. – Zweckel Markt – Zweckel Mitte/Bf – Gladbeck Goetheplatz – Gladbeck Oberhof | 20 min                                               | Vestische       |

### Nahversorgung
Im Stadtteilgebiet befinden sich drei kleine Nahversorgungszentren.
Zweckeler Markt, Tunnelstraße:
- zweimal wöchentlich stattfindender Wochenmarkt
- Supermarkt (Edeka) mit Florist
- Filiale der deutschen Post
- Textilreinigung
- KiK-Filiale
- Bäckerei
- Boutique
- Reisebüro

Zweckel Mitte, Feldhauser Straße und Beethovenstraße (bis Ecke Gluckstraße)
- Geschäftsstelle der Sparkasse Gladbeck mit Ärztezentrum
- Geschäftsstelle der Volksbank Ruhr Mitte
- Discounter (Penny)
- OIL! Tankstelle
- Fahrschule
- Schreibwarengeschäft
- Weight Watchers
- zwei Friseursalons
- Pizzeria
- zwei Bäckereien (darunter eine SB-Filiale)
- zwei Apotheken
- Textilhaus
- deutscher und türkischer Imbiss

Beethovenstraße/Händelstraße
- Getränkemarkt
- Bäckerei
- Metzgerladen
- Gaststätte
- Elektrofachgeschäft
- Textildruckerei
- griechischer Imbiss
- Pizzeria
- Kiosk

## Bevölkerung
In Zweckel leben (Stand: 30. Juni 2018) 10.978 Menschen.
| 0–3 Jahre   | 270  |
| 6–10 Jahre  | 365  |
| 10–18 Jahre | 783  |
| 27–50 Jahre | 3091 |
| 50–65 Jahre | 2801 |
| 65–80 Jahre | 1700 |

## Freie Wohlfahrtspflege
- Arbeiterwohlfahrt (AWO) Stadtverband Gladbeck. Mit 1.272 Mitgliedern in 4 Ortsvereinen ist die Gladbecker AWO der mitgliederstärkste Stadtverband im Kreis Recklinghausen.[10]
- Der ehrenamtliche Stadtverband ist mit seinen 3 großen Begegnungsstätten in Brauck, Rentfort und Zweckel.[10]

## Kirchen
In Zweckel existieren drei Kirchengemeinden.
- Römisch-katholische Kirche: Herz Jesu (Zweckel)
- Evangelisch-lutherische Kirche: St. Stephani (Zweckel) (Seit dem 1. Januar 2008 zusammen mit den Pfarrstellen Brauck, Mitte und Rentfort im Verband der Evangelisch-Lutherischen Kirchengemeinde Gladbeck)
- Neuapostolische Kirche: Gemeinde Gladbeck-Zweckel (namenlos)

## Bildung und Jugendarbeit
Kindergärten:
- AWO Kindergarten Brahmsstraße
- Evangelischer Kindergarten Eden
- Evangelischer Kindergarten St. Stephani
- Katholische Kindertageseinrichtung Herz Jesu
- Städtischer Naturkindergarten Frochtwinkel

Grundschulen:
- Hermannschule (mit Ende des Schuljahres 2014/2015 geschlossen)
- Pestalozzischule

Förderschulen:
- Roßheideschule (vormals Willy-Brandt-Schule und Fröbelschule)
- Jordan-Mai-Schule (in Trägerschaft des Bistums Essen)

Jugendtreffs:
- Evangelischer Kinder- und Jugendtreff Offene Tür-Zweckel